# Университет Центральной Греции
Университет Центральной Греции (греч. Πανεπιστήμιο Στερεάς Ελλάδας) — государственный университет города Ламия, основан указом греческого правительства в апреле 2003 года.
Первый набор студентов состоялся в 2004 году на единственный на то время факультет информатики. Факультет экономического развития региона основан в 2005 году. Университет имеет два студгородка в Ламии и в Левадии.

## Структура
- Факультет компьютерных наук и биомедицинской информатики
- Факультет экономического развития региона

## Известные выпускники
- Элени Антониаду